# Du Croo & Brauns

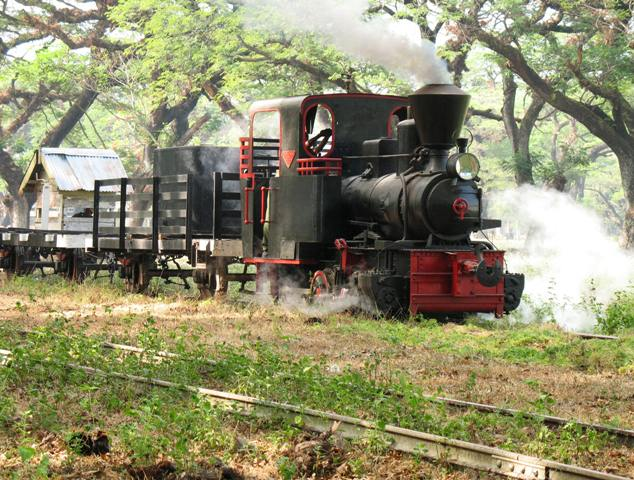
Von Du Croo & Brauns hergestellte Dampflokomotive der Cepu-Waldbahn

Du Croo & Brauns war der Name einer niederländischen Maschinenfabrik, deren Vorläufer 1906 von Engelbert Adolf Du Croo gegründet wurde.

## Gründung
Im Jahr 1907 ging Du Croo, der sich bereits als Im- und Exporteur von Schmalspurbahn-Schienenfahrzeugen einen Namen gemacht hatte, eine Partnerschaft mit seinem ehemaligen Kommilitonen Pieter Johan Christiaan Brauns ein. Die Gesellschaft errichtete in Amsterdam Nord, auf dem Valkenweg, ein Geschäftsgebäude auf einem gepachteten Grundstück. Das Unternehmen wuchs und eröffnete sogar eine Niederlassung in London.

## Erweiterung
1917 wurde in Weesp eine unabhängige Tochtergesellschaft, NV Constructionwerkplaatsen, v/h Du Croo & Brauns, unter der Leitung von A. G. P. Harting gegründet. Diese Firma beschäftigte sich mit dem Bau von Dampflokomotiven. Andere Produkte wurden unter dem Markennamen Ducrobra hergestellt. Die Firma in Weesp wurde erst 1921 in Betrieb genommen und lieferte 1923 ihre erste Lokomotive. In den ersten sieben Jahren wurden 200 Lokomotiven gebaut.
In der Zwischenzeit expandierte die Muttergesellschaft und übernahm zwei Maschinenfabriken in Niederländisch-Indien: De Volharding in Soerabaya und Kalimas in Amsterdam. Die Firma war aber zu schnell gewachsen und kam in finanzielle Schwierigkeiten. 1926 wurde ein Teil des Firmengeländes in Weesp verkauft, 1930 folgte der Konkurs der Muttergesellschaft.
Die Firma in Weesp übernahm daraufhin die Firmengebäude und Aktivitäten in Amsterdam, während in Weesp die Arbeit weitgehend eingestellt wurde. Nicht zuletzt deshalb wurde 1937 beschlossen, die Aktivitäten in Amsterdam zu konzentrieren. Bauarbeiten wie Brückenbau wurden zu einer wichtigen Säule des Unternehmens. Außerdem wurden Dampfkräne und -walzen hergestellt. Während der deutschen Besatzung wurden Traktoren neben Kränen und beweglichen Brücken hergestellt.

## Nachkriegszeit
Im Jahr 1947 wurde die NV Smalspoorwerkplaatsen Ducrobrauns-Lindeteves (kurz Ducrolinde) in Zusammenarbeit mit Linde-Teves & Stokvis für den Verkauf von Schmalspurbahnanlagen in Südostasien gegründet. Das Vermögen in Weesp wurde in den Jahren 1946 und 1953 verkauft. Das 2,5 Hektar große Industriegelände in Amsterdam wurde für den Bau des IJtunnels beansprucht, 1957 zog das Unternehmen in einen neuen Komplex im IJpolder um. Es hatte bereits eine Tochtergesellschaft unter dem Namen Westhaven.

## Niedergang
Der Neustart war allerdings nicht sehr glücklich. Der indonesische Markt brach zusammen, die Produktion von Schmalspurlokomotiven und -geräten wurde eingestellt. Die Lieferung von Teilen wie Raupenketten für Planierraupen bot keine dauerhafte Lösung. 1964 erwarb der Geschäftspartner Hollandia-Kloos die Mehrheit der Anteile. Fünf Jahre später erfolgte eine Fusion mit seinem Landsmann Jonker unter dem Namen Jonker-DuCroo. Das Joint Venture bestand etwa 15 Jahre. Im Jahr 1984 folgte der Konkurs, Jonker-DuCroo ist seitdem erloschen.